# Gurnat Murrayi

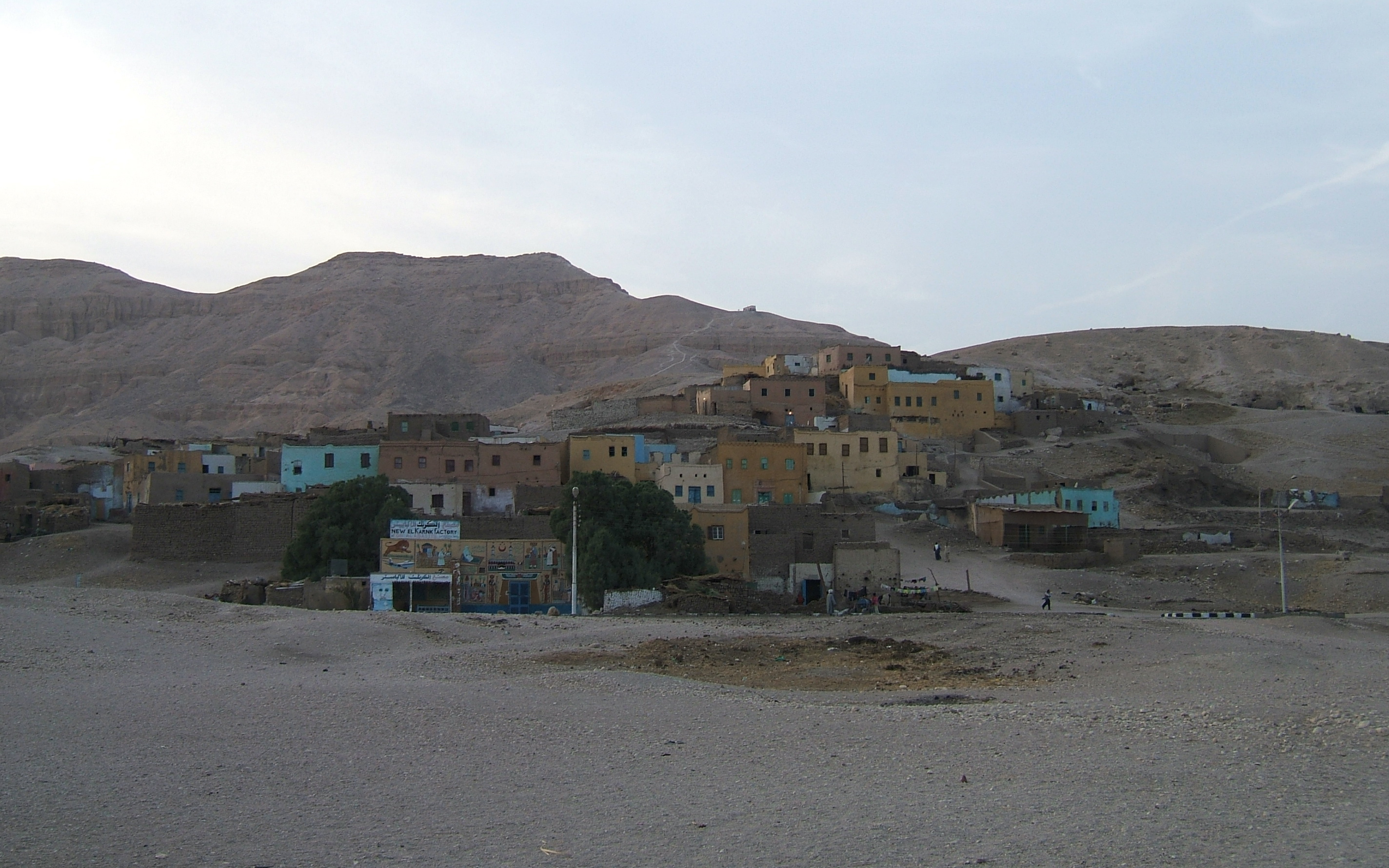
Poble actual de Qurnet Murai.

Gurnat Murrayi o Qurnet Murai (àrab: قرنة مرعي, Qurnat Muraʿī) és una necròpolis del conjunt conegut com a Vall dels nobles a Luxor (Alt Egipte). Està situat en un turó a l'oest del temple d'Amenofis III (conegut com a Kom el-Hettan i pels famosos Colossos de Mèmnon de l'entrada), situat a la zona sud de la Necròpolis Tebana, molt a prop d'allà també hi ha els temples mortuoris de Tutankamon i d'Ay, i el Palau de Malqata, fundat per Amenofis III, a l'oest hi ha el poble i la necròpolis de Deir al-Madinah. La majoria de tombes pertanyen a la segona meitat de la Dinastia XVIII. A la part alta del turó hi ha una sèrie de tombes rupestres sense decorar, 17 de les quals han estat numerades i catalogades. Darrere de les cases actuals hi ha una sèrie de tombes grans de la segona meitat de la Dinastia XI, quan es va inaugurar el cementiri (igual que el de Sheik Adb al-Qurna), tenen les característiques de les tombes de l'època (com les dels Antef), amb una façana columnada i un pati a l'aire lliure. La construcció de les cases modernes va provocar la destrucció i la desaparició de moltes tombes. Durant l'època dels coptes es va construir a la part nord del turó el monestir de Sant Marc, un dels més antics i millor conservats de la zona.
S'hi van trobar 15 sepulcres sense profanar de començaments de l'Imperi Nou. Es componien d'un pou i d'una cambra excavada al terreny. Els cossos eren dins de sarcòfags i mal embalsamats. La decoració era senzilla, i l'aixovar només de ceràmica i objectes comuns. Durant aquesta època també es van enterrar aquí alts càrrecs militars i molts funcionaris reials.
La més destacada de les tombes d'aquesta necròpolis és la de Hui (Amenhotep), virrei de Núbia en temps de Tutankhamon (Dinastia XVIII), anomenada TT40. Prop del temple d'Amenofis III també hi ha el temple mortuori d'Amenofis (fill de Hapu), arquitecte reial d'Amenofis III i responsable del temple de Kom el-Hettan, qui va ser divinitzat després de mort i associat a Imhotep, l'arquitecte divinitzat creador de la Gran Piràmide.
Altres tombes:
- Merimose, virrei de Kush i fill d'Amenofis III (TT383) - Dinastia XVIII.
- Horimin, durant el regnat de Ramsès III (TT221) - Dinastia XX.
- Hekammatranakhte o Turo (TT222) - Dinastia XX.
- Karakhamon (TT223) - Baix Imperi.
- Userhet (TT235) - Dinastia XX.
- Amonemuia (TT270) - Dinastia XIX.
- Nai, durant l'època d'Ay (TT271) - Dinastia XVIII.
- Khaemopet (TT272) - Període ramèssida (Dinastia XX).
- Saiemiotf (TT273) - Període ramèssida.
- Amenwahsu, durant els regnats de Ramsès II i Merenptah (TT274) - Dinastia XIX.
- Sebekmose (TT275) - Període ramèssida.
- Amenemopet, durant l'època de Tuthmosis IV (TT276) - Dinastia XVIII.
- Amenemonet, sacerdot d'Amon (TT277) - Dinastia XIX.
- Amenemheb, sacerdot d'Amon (TT278) - Període ramèssida (Dinastia XX).
- Ankefenrahorakhti (TT380)- Època ptolemaica.
- Amenemonet, durant el regnat de Ramsès II (TT381) - Dinastia XIX.
- Usermontu, durant el regnat de Ramsès II (TT382) - Dinastia XIX.